# تعطیلات (فیلم ۱۹۳۰)
تعطیلات (به انگلیسی: Holiday) فیلم کمدی رمانتیک و ۹۸ دقیقه‌ای به کارگردانی ادوارد اچ. گریفیث با بازی آن هاردینگ است.